# Paspalum dilatatum
Paspalum dilatatum, é uma espécie de planta com flor do tipo gramínea pertencente à família Poaceae conhecida popularmente como capim melado, grama comprida, capim comprido ou grama das roças. 
A autoridade científica da espécie é Poir., tendo sido publicada em Encyclopédie Méthodique, Botanique 5: 35. 1804.
É nativa do Brasil e da Argentina, mas é conhecida em todo o mundo como uma espécie introduzida. Seu rápido crescimento e rizomas espalhados pelo solo fazem dela uma praga invasora em algumas áreas.
O capim melado é uma erva daninha encontrada em gramados, áreas úmidas à beira de estradas, margens de valas de irrigação, pomares, vinhedos, áreas ornamentais, terrenos baldios e gramados.
É uma das espécies mais importantes das pastagens naturais do sul do Brasil e países vizinhos e produz pastagem tenra muito procurada pelos animais.

É uma espécie do mesmo gênero da grama batatais ou grama comum, uma gramínea perene que forma tapetes resistentes, devido à sua alta resistência ao pisoteio, com boas qualidades forrageiras.